# Aneuk Laot
Aneuk Laot is een bestuurslaag in het regentschap Sabang van de provincie Atjeh, Indonesië. Aneuk Laot telt 927 inwoners (volkstelling 2010).